# Celleno
Celleno település Olaszországban, Viterbo megyében. Lakosainak száma 1309 fő (2023. január 1.). Celleno Bagnoregio és Viterbo községekkel határos.

## Népesség
A település népessége az elmúlt években az alábbi módon változott:
| Lakosok száma | 1350 | 1336 | 1309 |
|               | 2017 | 2018 | 2023 |